# Dysprosium
Dysprosium är ett metalliskt grundämne som tillhör lantanoiderna och de sällsynta jordartsmetallerna. Dysprosium förekommer inte i naturen som rent grundämne, men förekommer i vissa mineral såsom xenotim. Dysprosium upptäcktes första gången 1886 av Paul-Émile Lecoq de Boisbaudran. Det isolerades dock inte i ren form före 1950-talet. 99 procent av världens tillgång på metallen utvinns i Kina, främst i gruvdistriktet Bayan Obo i Inre Mongoliet.